# Fenomeni da baraccone

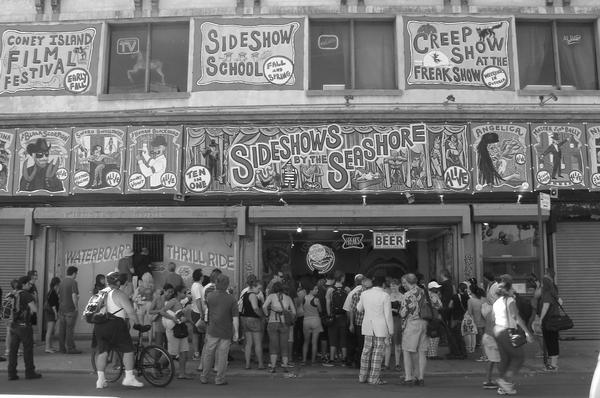
Coney Island e il suo popolare "freak show".

Sono definite fenomeni da baraccone le persone che si esibiscono in un certo tipo di spettacoli che furono in voga principalmente negli Stati Uniti e nel Regno Unito a partire dal XIX secolo fino alla prima metà del XX secolo. 
Questi spettacoli a pagamento (in inglese: freak show) consistevano nell'esibizione di persone o animali con aspetto insolito o anomalo, quali ad esempio l'altezza, la presenza di malattie o di rare malformazioni fisiche, al fine di impressionare gli spettatori e attirare visitatori alle fiere.
Nei freak show venivano mostrate, ad esempio, coppie di gemelli siamesi, persone molto basse o molto alte, con caratteri sessuali secondari tipici del sesso opposto, affette da malattie particolari o con molti tatuaggi o piercing. Negli spettacoli si esibivano anche performer con capacità e abilità estreme (mangiafuoco, mangiaspade, ecc.).

## Storia

Un freak show a Rutland, Vermont (USA) nel 1941.

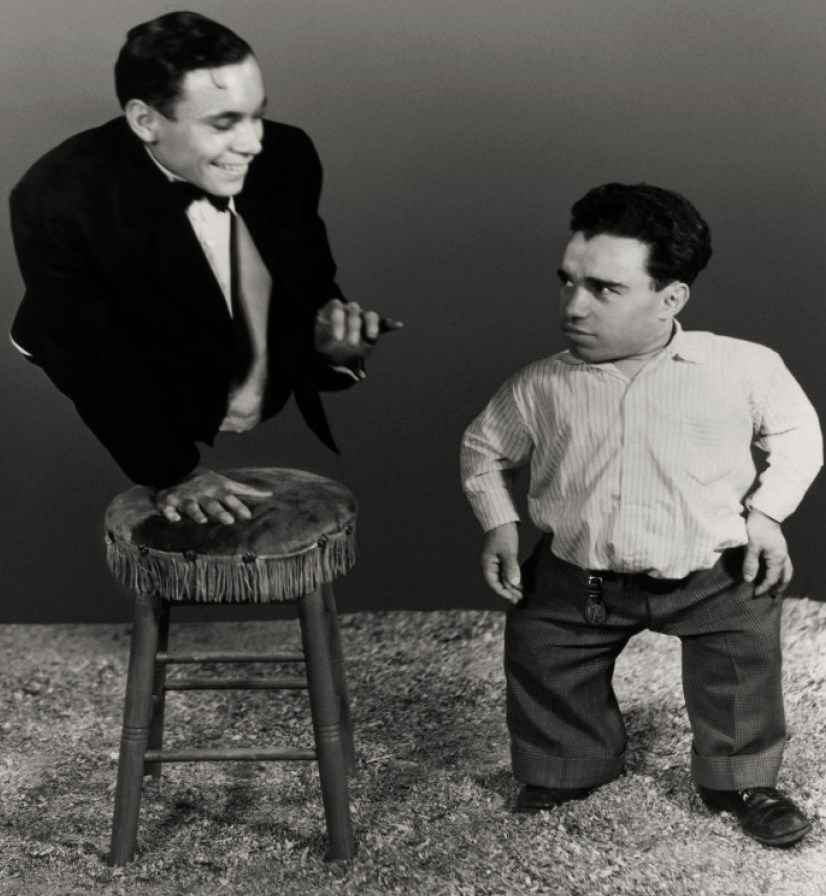
Johnny Eck (sinistra) e Angelo Rossitto (destra) nel film Freaks (1932).

Già verso la metà del XVI secolo, le mostre dei fenomeni da baraccone divennero un passatempo popolare in Inghilterra. Le deformità cominciarono ad essere viste come fonti di interesse e di intrattenimento e le folle accorrevano a questo tipo di show.
Un famoso e precoce esempio moderno di tali spettacoli fu l'esibizione alla corte di Carlo I d'Inghilterra dei fratelli Lazzaro e Giovanbattista Colloredo, due fratelli siamesi italiani nati a Genova: mentre Lazzaro era una persona apparentemente normale e sana, il fratello parassita non parlava e teneva gli occhi chiusi e la bocca costantemente aperta. Quando Lazzaro non si esponeva durante lo spettacolo, copriva il fratello con il suo mantello per evitare inutili attenzioni.
I fenomeni da baraccone prendevano parte a spettacoli popolari nelle taverne e durante le fiere, dove spesso si esibivano come artisti di talento. Ad esempio, nel XVIII secolo, il tedesco Matthias Buchinger, nato senza braccia e gambe, intratteneva la folla con magie sorprendenti e una grande abilità musicale.
Nel XIX secolo, sia in Inghilterra che negli Stati Uniti, i "freak show" raggiunsero l'apice della popolarità, che venne sfruttata commercialmente da numerosi impresari circensi. Lo statunitense Phineas Taylor Barnum fu una figura importante nella diffusione di questi spettacoli: nel 1842 Barnum esibì il suo primo "mostro", una creatura mummificata con la testa di scimmia e la coda di pesce, conosciuta come la "sirena delle Figi". Barnum organizzò in seguito l'esibizione del nano Charles Stratton, conosciuto come General Tom Thumb, presentato come ragazzo di undici anni (anche se all'epoca ne aveva solo quattro): Charles aveva smesso di crescere dopo i primi sei mesi di vita. Era quindi alto 64 cm (25 pollici) e pesava solo 6,8 kg. Grazie agli insegnamenti di Barnum e al suo talento, il nano riusciva ad imitare molti personaggi storici, da Ercole a Napoleone. Alle cinque di sera beveva vino e alle sette fumava i sigari per il divertimento del pubblico. Tra il 1844 e il 1845, Barnum organizzò un tour con Stratton in Europa, incontrando anche la Regina Vittoria, che si disse divertita e allo stesso tempo addolorata per il piccolo uomo. Nel 1860, Barnum introdusse l'uomo-scimmia William Henry Johnson, un nano di colore microcefalico, che parlava una lingua misteriosa creata dallo stesso Barnum. Nel 1862 presentò la gigantessa Anna Swan e il Commodoro Nutt, altro nano, con il quale intrattenne anche Abraham Lincoln alla Casa Bianca. Durante la guerra di secessione americana, il museo di Barnum attirò un grande pubblico in cerca di distrazione dal conflitto.

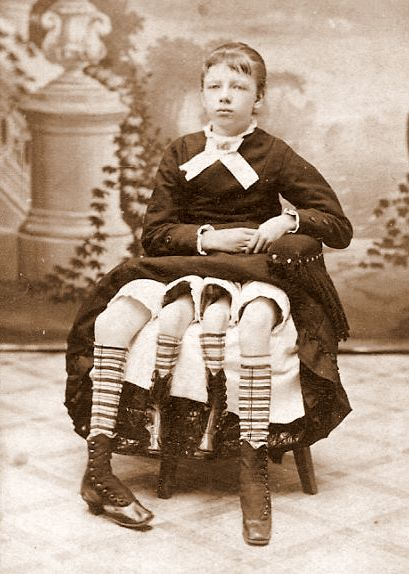
Josephine Myrtle Corbin

Un omologo inglese di Barnum, Tom Norman, rinomato uomo di spettacolo dell'epoca vittoriana, possedeva mostre itineranti che presentavano la "donna scheletro" Eliza Jenkins, il "bebè con la testa a palloncino" e una donna che strappava a morsi la testa ai ratti, definita come "lo spettacolo più raccapricciante mai visto". Altri numeri inclusi nello spettacolo furono il circo delle pulci e i "selvaggi Zulù", un gruppo composto da donne obese, giganti, nani e marinai bianchi in pensione truccati di nero, parlanti una lingua inventata. Fu mostrata anche una "famiglia di nani", composta in realtà da due uomini e un bambino preso in prestito. Oltre a tour itineranti in tutto il paese, Norman in aggiunta organizzò una serie di spettacoli a Londra e Nottingham.
Josephine Myrtle Corbin era una gemella siamese dalla vita in giù, aveva infatti due bacini separati e quattro gambe. Le gambe interne riusciva a muoverle, ma non a camminarci: erano troppo deboli per reggere il suo peso. Quando aveva tredici anni entrò nel mondo dei fenomeni da baraccone con il soprannome "Four-Legged Girl from Texas", riscuotendo un successo tale da spingere altri showmen a falsificare due false gambe extra.

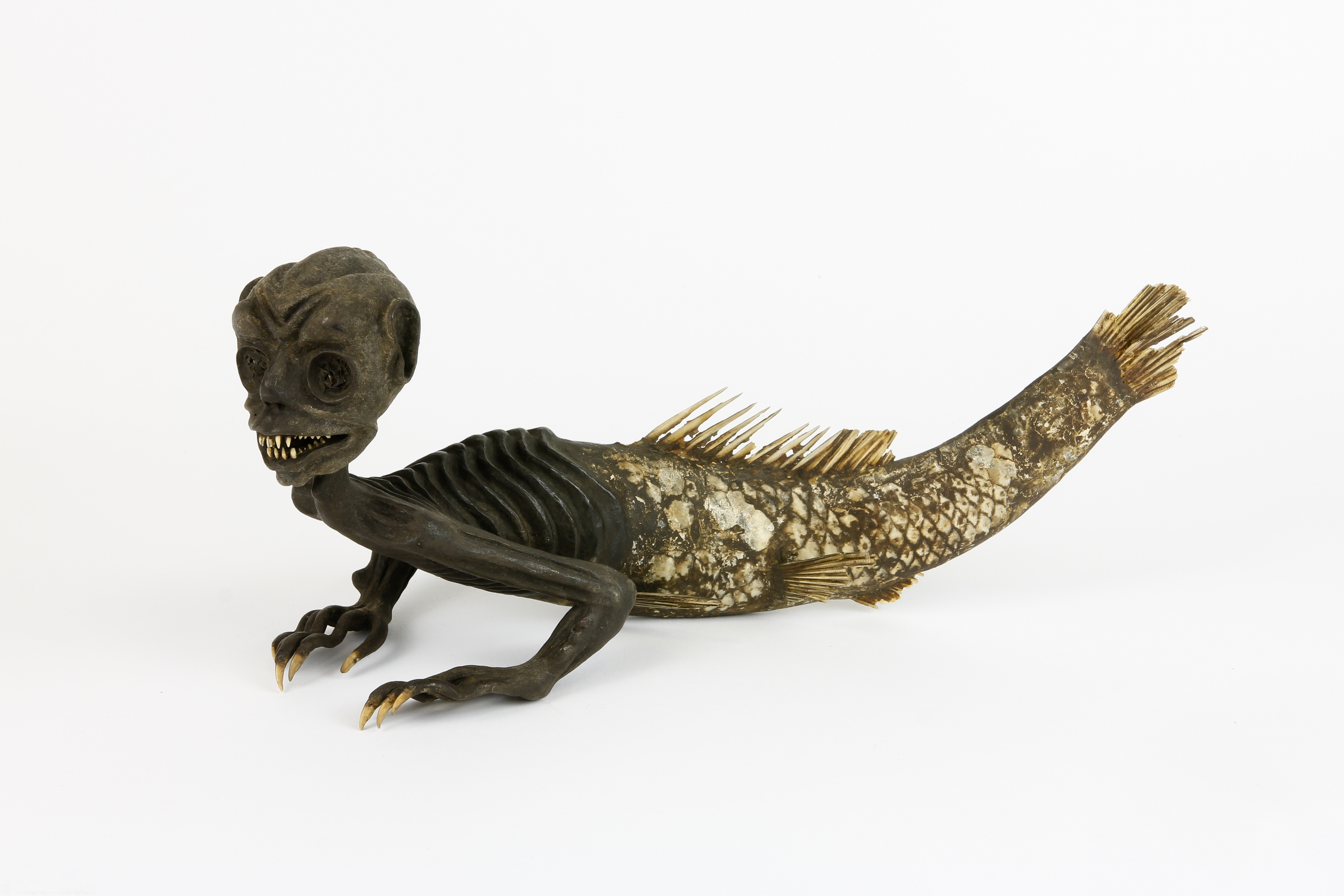
La Sirena di Modena, esemplare di "sirena delle Figi" conservato al Museo civico di Modena

Tra coloro che negli Stati Uniti alla fine del XIX secolo ebbero un notevole successo per le loro gravi deformità va citata Ella Harper, sofferente di una rara malattia genetica, nota come genu recurvatum che le permetteva di camminare a quattro zampe e fin da bambina fu soprannominata la "ragazza cammello" (the camel girl).

## I moderni freak show

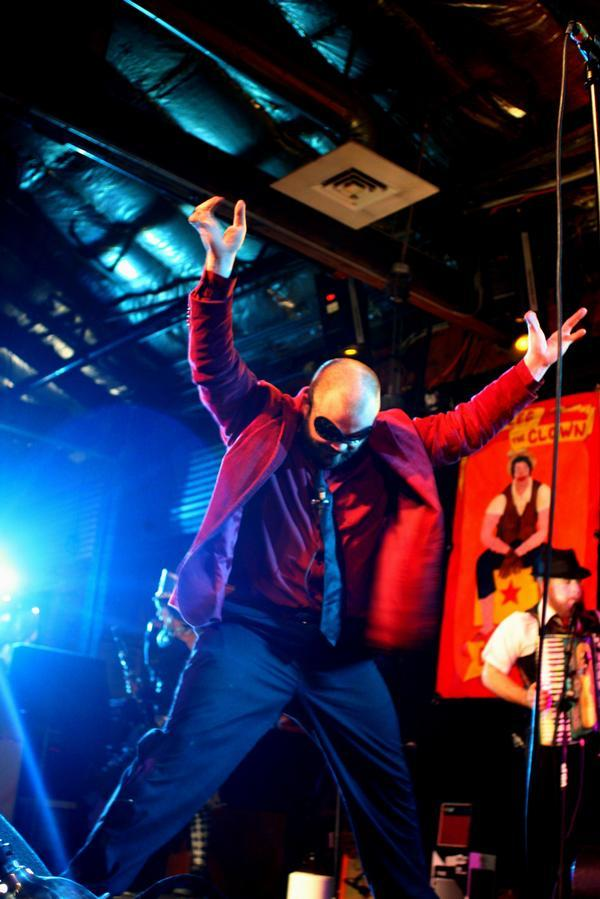
L'artista "Black Scorpion" (Scorpione Nero), conosciuto anche come "Lobster boy" (ragazzo aragosta) durante uno spettacolo del 2007.

L'esibizione dei fenomeni da baraccone è senza dubbio presente in numerosi programmi televisivi moderni, come Lo show dei record, in cui a volte vengono presentati personaggi dall'aspetto curioso. Altre trasmissioni, come le serie Body Bizarre e Extraordinary People, in cui viene mostrata la vita di individui con gravi disabilità e/o deformità, o la serie Malattie imbarazzanti, possono altresì essere viste come l'equivalente moderno dei "freak show".
Tuttavia, al fine di rendere tali programmi non offensivi, i soggetti presentati sono di solito ritratti come persone eroiche, e una particolare attenzione viene data a famiglie e amici, mentre viene narrato il modo per aiutare questi individui a superare la propria disabilità e come integrarsi meglio nella società, anche con il coinvolgimento di strutture ospedaliere e medici (i quali, durante le trasmissioni, illustrano dettagliatamente l'eccezionale caso clinico).